# Rue Saint-Louis (Metz)
Pour les articles homonymes, voir rue Saint-Louis.
La rue Saint-Louis est une rue du centre-ville de Metz dans la région Grand Est, dans le département de la Moselle.

## Situation et accès
La rue est située dans Metz-Centre, elle débute rue de la Paix pour finir rue du Faisan.

## Origine du nom
Elle porte le nom du roi de France Louis IX communément appelé Saint Louis